# Distrito de Yanque
Yanque es un distrito (municipio) situado en la provincia de Caylloma, en el departamento de Arequipa, Perú. Según el censo de 2017, tiene una población de 2117 habitantes.

## Historia
El distrito fue creado en los primeros años de la República. Su nombre significa "los orines del Diablo".[cita requerida]
Según los relatos comentados en "Tradiciones Peruanas" de Ricardo Palma, se cuenta que durante su fundación se construyó la iglesia original de la "Virgen Inmaculada", que tuvo que ser exorcizada y demolida por los periódicos actos de perturbación sexual que tuvo.

## Atractivos turísticos
- Iglesia de la Inmaculada Concepción de Yanque, bella muestra del barroco mestizo, cuya construcción data de 1690. Tiene las más hermosas portadas de templos del Valle del Colca.

- Museo universidad católica de Santa María: El museo se encuentra en una edificación declarada Patrimonio Cultural de la Nación que data de 1927. Expone maquetas de iglesias coloniales que se encuentran localizadas a lo largo del cañón del Colca; asimismo muestra los usos y costumbres de las poblaciones collaguas y aabanas desde la época precolombina hasta la actualidad.

## Autoridades

### Municipales
- 2023-2026
  - Alcalde: José Sarayasi Cáceres
- 2019-2022
  - Alcalde: Benigno Jalisto Ninataype
- 2015-2018
  - Alcalde: Moisés Esteban Quispe Quispe
- 2011-2014
  - Alcalde: Alcalde: Ramón Nonato Cayllahua Cayllahua
- 2007-2010
  - Alcalde: Apolinario Sarayasi Ynca.

## Festividades
- San Juan Bautista
- San Antonio de Padua